# Henry Vivas
Henry Vivas Hernández (Caracas, Venezuela, 26 de septiembre de 1950) es un policía venezolano que fue responsabilizado y en 2009 declarado culpable por los sucesos de Puente Llaguno, ocurridos el 11 de abril de 2002 en Caracas, y condenado a cumplir 30 años de prisión junto a Iván Simonovis y Lázaro Forero, la pena máxima en Venezuela. Vivas es considerado como un preso político por defensores de derechos humanos. En 2011 recibió una medida humanitaria de libertad condicional.

## Detención
Vivas fue responsabilizado y en 2009 declarado culpable por los sucesos de Puente Llaguno, ocurridos el 11 de abril de 2002 en Caracas, y condenado a cumplir 30 años de prisión junto a Iván Simonovis y Lázaro Forero, la pena máxima en Venezuela.En 2011, Henry Vivas recibió una medida humanitaria de libertad condicional.
El 16 de abril de 2012, el exmagistrado del Tribunal Supremo de Justicia de Venezuela Eladio Aponte Aponte escribe una carta en San José de Costa Rica, en la que confiesa haber recibido órdenes y presiones del presidente Hugo Chávez para condenar sin derecho al jefe de la seguridad ciudadana de la Alcaldía Mayor de Caracas Iván Simonovis y a los comisarios de la Policía Metropolitana Henry Vivas y Lázaro Forero, aplicando la pena máxima por su participación en los sucesos de abril de 2002. La carta sería divulgada en septiembre.